# Lukan
Marcus Annaeus Lucanus (ur. 3 listopada 39, zm. 30 kwietnia 65) – poeta rzymski, bratanek Seneki Młodszego, wnuk Seneki Starszego. Urodził się w Kordowie, na terenach dzisiejszej Hiszpanii. Za udział w spisku Pizona na życie Nerona został zmuszony do samobójstwa.
Z twórczości Lukana pozostała jedynie niedokończona Pharsalia - epopeja historyczna w 10 księgach dotycząca wojny domowej między Pompejuszem a Cezarem, zakończona klęską tego pierwszego pod Farsalos w 48 roku p.n.e.
Oprócz tytułu Farsalia manuskrypty przekazują też alternatywny tytuł Bellum civile lub De bello civili. Z tego utworu pochodzi zwrot ferro et igni (ogniem i mieczem), w kontekście działań Cezara, który wolałby podbić i spustoszyć kraj przeciwnika niż zająć go bez walki. Tego zwrotu użył Henryk Sienkiewicz jako tytułu pierwszej części swojej Trylogii.
Lukan – jako uczestnik uczt cesarskich – pojawia się w powieści Quo vadis Henryka Sienkiewicza.
Farsalię tłumaczyli: Wojciech Stanisław Chrościński (1690), który napisał również jej Kontynuację (1693), Jan Alan Bardziński (1691) oraz Mieczysław Brożek (1994).